# Weststellingwerf
Weststellingwerf er en kommune i provinsen Frisland i Nederlandene. Kommunens samlede areal udgør 228,36 km2 (hvoraf 6,19 km2 er vand) og indbyggertallet er på 25.992 indbyggere (2005).